# Královská vila (Karlovy Vary)
Královská vila, původním názvem Königsvilla, později lázeňský dům Orava, se nachází v prestižní vilové čtvrti Westend v Karlových Varech v ulici Zámecký vrch 766/30. Byla postavena v novorenesančním stylu v letech 1872–1873.

## Historie
V roce 1872 bylo zahájeno rozparcelování území severně od Schlossbergstrasse (dnes Zámecký vrch), kde stávaly hospodářské objekty a stodoly patřící zámožnějším měšťanům, převážně stavitelům Damianu A. Klemmovi a Josefu Koretzovi. Od roku 1872 zde vznikaly noblesní vily, z nichž první byla Königsvilla majitelky Theresie Fasoltové. Byla postavena podle projektu architekta Alfreda Kirpala v letech 1872–1873 firmou stavitele Damiana A. Klemma. Později Theresia Fasoltová přikoupila ještě další pozemky a dala postavil sousední vilu Theresa.
V letech 1888–1896 patřila vila Theresii Fasoltové. V roce 1905 figuruje v adresáři u hotelu Königsvilla jméno Fritz Teller, majitelkou je stále Theresia Fasoltová. Podle Kur-Almanachu z roku 1922 patřila vila Fritzi Tellerovi a jeho manželce Isabelle. V letech 1930–1939 je podle adresáře majitelkou Isabella Tellerová, v roce 1939 pak Isabella Tellerová, Maria Rose Rougonová a Maria Theresia Fasoltová.
Po druhé světové válce byla vila znárodněna a jejím národním správcem se stal Bohumil Baják. Zároveň došlo k přejmenování na lázeňský dům Orava.
V současnosti je s názvem Královská vila součástí lázeňského komplexu Bristol Group. V katastru nemovitostí je zapsána (únor 2021) jako stavba občanského vybavení v majetku společnosti Bristol Group s. r. o.

## Popis
Novorenesanční vila stojí na území městské památkové zóny ve čtvrti Westend v ulici Zámecký vrch 766/30. Jedná se o pětipodlažní objekt s bosovaným přízemím a nárožími, s okny zasazenými do klasických edikul. Čistá forma toskánského paláce byla poškozena nástavbou nepatřičné mansardové střechy.
Technickým pokrokem svého času býval v roce 1897 instalovaný hydraulický osobní výtah firmy W. Philippy z Wiesbadenu.

## Zajímavost

### Král Vilém III. Nizozemský
V Královské vile byl v červnu 1883 i v následujícím roce inkognito ubytován nizozemský král Vilém III. Nizozemský se svojí druhou manželkou královnou Emmou a dcerou princeznou Vilemínou, pozdější nizozemskou královnou Vilemínou III. Ta přijela do Karlových Varů ještě několikrát a vždy byla ubytována v Královské vile.